# Ilja Filipovič Andrianov
Ilja Filipovič Andrianov, (izvirno rusko Андрианов, Илья Филиппович) sovjetski letalski častnik, vojaški pilot in letalski as, * 3. avgust 1918, Kaniščevo. 
Andrianov je v svoji vojaški karieri dosegel 23 zračnih zmag.

## Življenjepis
Potem, ko je leta 1941 končal Batajsko vojnoletalsko šolo pilotov, je bil sprva dodeljen 516. lovskemu letalskemu polku, nato pa 153. gardnemu lovskemu letalskemu polku.
Opravil je več 400 bojnih poletov s I-16, LaGG-3 in Jak, ter bil udeležen v 80 zračnih bojih.

## Odlikovanja
- heroj Sovjetske zveze (19. avgust 1944)
- red Lenina
- red rdeče zastave (3x)
- red Aleksandra Nevskega
- red domovinske vojne 1. stopnje (2x)
- red rdeče zvezde